# Oxygonum
Oxygonum és un gènere de plantes angiospermes de la família de les poligonàcies (Polygonaceae). Són plantes natives d'Àfrica i de la península Aràbiga.

## Taxonomia
Aquest gènere va ser publicat per primer cop l'any 1819 a l'obra Monographie des Rumex, précédée de quelques vues générales sur la famille des Poligonnées del botànic català Francesc Campderà i Camin (1793-1862), tot atribuint el nom al naturalista anglès William John Burchell (1781-1863).

### Espècies
Dins del gènere Oxygonum es reconeixen les 37 espècies següents:
- Oxygonum acetosella Welw.
- Oxygonum alatum Burch.
- Oxygonum altissimum Germish.
- Oxygonum annuum S.Ortiz & Paiva
- Oxygonum atriplicifolium (Meisn.) Martelli
- Oxygonum auriculatum R.A.Graham
- Oxygonum buchananii (Dammer) J.B.Gillett
- Oxygonum carnosum R.A.Graham
- Oxygonum delagoense Kuntze
- Oxygonum dregeanum Meisn.
- Oxygonum ellipticum R.A.Graham
- Oxygonum fruticosum Dammer ex Milne-Redh.
- Oxygonum gramineum R.A.Graham
- Oxygonum hastatum S.Ortiz
- Oxygonum hirtum Peter
- Oxygonum leptopus Mildbr.
- Oxygonum limbatum R.A.Graham
- Oxygonum lineare De Wild.
- Oxygonum litorale R.A.Graham
- Oxygonum lobatum R.A.Graham
- Oxygonum maculatum R.A.Graham
- Oxygonum magdalenae Dammer ex Peter
- Oxygonum ovalifolium Robyns & E.Petit
- Oxygonum overlaetii Robyns
- Oxygonum pachybasis Milne-Redh.
- Oxygonum pterocarpum Osborne & Vollesen
- Oxygonum quarrei De Wild.
- Oxygonum robustum Germish.
- Oxygonum sagittatum R.A.Graham
- Oxygonum salicifolium Dammer
- Oxygonum schliebenii Mildbr.
- Oxygonum sinuatum (Hochst. & Steud. ex Meisn.) Dammer
- Oxygonum stuhlmannii Dammer
- Oxygonum subfastigiatum R.A.Graham
- Oxygonum tenerum Milne-Redh.
- Oxygonum thulinianum S.Ortiz
- Oxygonum wittei Staner